# Gopalpur
Gopalpur es una ciudad de la India sobre la bahía de Bengala, en la costa del distrito de Ganjam, al sur del estado de Odisha. Antiguo puerto comercial, la ciudad es hoy famosa por ser un destino turístico importante, a sólo 15 km de Brahmapur. A principio de 2012, se inició la reconstrucción de su puerto. En octubre de 2013, la ciudad fue golpeada por el ciclón Phailin, uno de los más destructivos en la historia del país.

## Demografía
En el censo nacional realizado en India en 2001, Gopalpur poseía una población de 6 660 personas, con un 50% de hombres y un 50% de mujeres. El promedio de alfabetización en la ciudad es de 51%, algo menor que el promedio nacional de la India de 59%; 59 % de la población masculina y 42% de la femenina están alfabetizados. La población menor de 6 años es del 12%.

## Historia
Durante la época de la Compañía Británica de las Indias Orientales, el pequeño pueblo de pescadores de Gopalpur se convirtió en un importante puerto. La compañía instaló numerosos servicios en la zona, al intensificarse el comercio regional con Birmania. En la ciudad se encontraba un importante punto de escala comercial del arroz en la ruta hacia Rangoon. En la actualidad, la ciudad es un importante destino turístico por la calidad de sus playas y el ambiente de descanso que se vive en la ciudad.

## Desastres
El 12 de octubre de 2013, el ciclón tropical Phailin tocó tierra en las inmediaciones de la ciudad, con vientos sostenidos de 200 km/h, siendo uno de los ciclones tropicales más intensos registrados en la costa oriental de India.